# 陳健 (政治家)
陳 健（ちん けん、簡体字中国語: 陈健、1952年2月2日 – ）は、中華人民共和国の政治家。漢族、浙江省新昌県出身。中華人民共和国商務部副部長を務めた。

## 生涯
1976年1月に中国共産党に加入。高級国際商務師の資格を取得。1969年5月より事業を始めた。1973年から1977年まで北京第二外国語学院に在籍し、スペイン語を修了。1977年から1979年までモザンビークのエドゥアルド・モンドラーネ大学でポルトガル語を学んだ。
1977年に対外経済連絡部の政治部に入省。対外経済連絡部第二局を経て、駐ギニアビサウ大使館経済商務参事官室で外交官補、三等書記官、二等書記官を務めた。その後、対外経済連絡部の人事労働工資局で青年幹部課に移り、続いて人事教育労働局の幹部三課で副課長、労働工資課で課長を務めた。
1992年、駐アルゼンチン大使館で商務参事官に着任。1994年より中国海外工程総公司に入り、社長補佐と副社長を歴任。1998年より対外貿易経済部合作局長、商務部部長補佐、党組成員を歴任。2008年3月、商務部副部長に任命を受け、対外援助局、国外经济合作局、アジア局、承包商会、咨詢協会、合作学会、跨国公司促進会を主管した。
2013年6月14日、中国共産党中央委員会と国務院は商務部の副部長2名（陳健と蒋耀平）の退任を批准し、替わって高燕と房愛卿を副部長に任命した。